# Braguino
Pour plus de détails, voir Fiche technique et Distribution.
Braguino est un documentaire français réalisé par Clément Cogitore, sorti en 2017.

## Synopsis
La vie en autarcie, au milieu de la taïga sibérienne à 700 kilomètres du plus proche village, des familles Braguine et Kiline - issues de la communauté des « Vieux croyants » - qui refusent de se parler après s'être brouillées.

## Fiche technique
- Titre : Braguino
- Réalisation : Clément Cogitore
- Scénario : Clément Cogitore
- Photographie : Sylvain Verdet
- Son : Julien Ngo Trong et Franck Rivolet
- Montage : Pauline Gaillard
- Musique : Éric Bentz
- Société de production : Seppia
- Pays de production :  France
- Langue : russe
- Genre : documentaire
- Durée : 50 minutes
- Date de sortie :
  - France : 1er novembre 2017

## Accueil critique
En France l'accueil critique est positif : le site Allociné recense une moyenne des critiques presse de 4,2/5, et des critiques spectateurs à 3,4/5.

## Distinctions

### Prix
- 2017 : Mention spéciale du Grand Prix de la compétition internationale et mention spéciale du Prix des Lycéens au FIDMarseille [3]
- 2018 : Prix de la meilleure musique originale (SACEM) au Festival international du court métrage de Clermont-Ferrand[4]

### Nominations
- César 2019 :
  - César du meilleur court métrage pour Clément Cogitore